# Ектор Грос Еспієль
Ектор Грос Еспієль (ісп. Héctor Gross Espiell; 17 вересня 1926, Монтевідео, Уругвай — 30 листопада 2009, Монтевідео, Уругвай) — уругвайський юрист і дипломат, міністр закордонних справ Уругваю (1990—1993).

## Життєпис
Був доктором юридичних наук, професором конституційного права та професором міжнародного права в юридичній школі університету республіки. Він відзначився Національним автономним університетом Мексики, отримав докторський ступінь «Хоноріс Кауза» в Університеті Консепсьєна в Чилі та двічі з Гаазької академії міжнародного права. Заслужений член Мексиканської академії міжнародного права.
Він був виконавчим директором Міжамериканського інституту прав людини в Коста-Риці, суддею і президентом Міжамериканського суду з прав людини і членом представництва Уругваю в Комісії ООН з прав людини, тодішнього підкомітету з питань захисту меншин та запобігання дискримінації. Він також був заступником генерального секретаря ООН та спеціальним представником генерального секретаря з питань Західної Сахари.
В Уругваї він був міністром закордонних відносин 1990—1993 рр. Під час уряду Луїса Альберто Лакальє. Пізніше лівий уряд Табаре Васкес призначив його послом Уругваю у Франції, посаду, на якій його незабаром замінив колишній міністр промисловості та енергетики Хорхе Лепра.
Грос Еспіел був призначений разом з іншими спеціалістами представляти Уругвай перед Міжнародним судом у Гаазі в конфлікті з Аргентиною на целюлозних заводах.